# تئودوروس
تئودوروس یا تئودوسیوس، در زمان شاپور دوم (پادشاهی‌اش از ۳۰۹ تا ۳۷۹ میلادی) در ایران برآمد. پزشک مسیحی یونانی. یک خلاصة الطب به پهلوی نوشت که بعدها به عربی ترجمه شد.

## منبع
جورج سارتون، مقدمه بر تاریخ علم، ترجمه غلامحسین صدری افشار، شرکت انتشارات علمی و فرهنگی